# Notverstaatlichung
Als Notverstaatlichung bezeichnet man die ohne ideologische Präferenz vorgenommene und oft bloß zeitweilige  Verstaatlichung privater Großunternehmen, um weitergehende negative Auswirkungen eines Firmenzusammenbruchs hinzuhalten.
Notverstaatlichungen fanden in größerem Maße während der Weltwirtschaftskrise statt – bevorzugt im Finanzsektor, um einen „Run“ zu vermeiden. Solche Maßnahmen erfolgen häufig nach erfolglosen Versuchen, durch unter politischem Druck erfolgte (Zwangs)fusionen oder sektorale Auffanglösungen im privaten Bereich eine Verstaatlichung zu vermeiden. Beispiele für Notverstaatlichungen bieten etwa die 1931 vom Zusammenbruch bedrohte österreichische Creditanstalt, oder, im faschistischen Italien, die Schaffung des Istituto per la Ricostruzione Industriale (IRI), einer staatlichen Industrieholding zur Entlastung dreier immobilisierten Großbanken. In Schweden kam es zu zeitweiligen Notverstaatlichungen im Gefolge der internationalen Immobilienkrise zu Anfang der 1990er Jahre. Auch in der Finanzkrise ab 2007 kam es vielfach zu Notverstaatlichungen, etwa 2009 bei der General Motors Company und der American International Group im Versicherungssektor (Mehrheitsübernahme durch das Federal Reserve System (FED)), bei der britischen Royal Bank of Scotland aber etwa auch in Schweden und Island. In Deutschland erregte der Fall der Hypo Real Estate Aufsehen. Ein aktueller Fall in Österreich ist jener der Hypo Group Alpe Adria.